# Kaze Tachinu
Kaze Tachinu (風立ちぬ Kaze Tachinu?, lit. El viento se alza), conocida en España como El viento se levanta y en Hispanoamérica como Se levanta el viento, es una película japonesa de animación estrenada el 20 de julio de 2013 por la productora japonesa Studio Ghibli, basada en la novela corta homónima de Tatsuo Hori y en el manga homónimo de Hayao Miyazaki. Es la undécima película escrita y dirigida por Hayao Miyazaki (La princesa Mononoke, El viaje de Chihiro, Howl no Ugoku Shiro) dentro de Studio Ghibli y la duodécima de su filmografía. Se trata del vigésimo largometraje producido por Ghibli.

## Argumento
La película narra la vida de Jirō Horikoshi, un ingeniero aeronáutico japonés que llegó a desarrollar varios aviones militares, entre ellos, el avión de combate Zero, que fue usado en el ataque a Pearl Harbor durante la Guerra del Pacífico de la Segunda Guerra Mundial. Empieza desde su niñez, su juventud en el período de entreguerras y un contexto social y político de un país revuelto, a su madurez, que le supuso el cénit en el mundo de la aeronáutica.

## Producción
El viento se levanta está dirigida por Hayao Miyazaki, director de obras como Mi vecino Totoro o Porco Rosso. Esta película es la primera que Miyazaki dirigió en cinco años; su último trabajo había sido Gake no ue no Ponyo en 2008. Está basada en un manga de Hayao Miyazaki, el cual fue publicado en la revista mensual Model Graphix en 2009. La historia del manga está a su vez basada libremente en la novela corta El viento se alza de Tatsuo Hori, escrita entre 1936 y 1937.
Yumi Matsutoya ha escrito e interpretado Hikouki-gumo (ひこうき雲 Estela de vapor?), la canción principal de la película.
El productor de esta película fue Toshio Suzuki, que ha producido la mayoría de películas de Hayao Miyazaki. Como es costumbre en las producciones de Miyazaki, no se utilizó un guion como tal, sino unos storyboards hechos por el mismo Miyazaki. La animación empezó un año antes de que los storybards estuviesen terminados, por lo que nadie sabía como acabaría la película. Sin embargo, esto no fue un obstáculo en la producción debido a la confianza entre el productor y director.
El viento se levanta, junto con otra producción del estudio, El cuento de la princesa Kaguya de Isao Takahata, fue anunciada oficialmente por uno de los productores de Studio Ghibli, Toshio Suzuki, y Tōhō el 13 de diciembre de 2012.

## Recepción

### Polémica
En su estreno en Japón, la película causó polémica y descontento por parte de partidos políticos tanto de ideologías de izquierdas como de derechas, así como también de una asociación activista en contra del consumo de tabaco. Además, el director del filme, Hayao Miyazaki, alimentó aún más la polémica debido a la publicación de un artículo donde cuestionaba la proposición del partido conservador de modificar la constitución japonesa para permitir que Japón tuviera un ejército nacional (Miyazaki apoya abiertamente el pacifismo y la protección del medio ambiente); esto provocó el descontento de los conservadores. Los partidos de izquierdas también quedaron descontentos debido a que el protagonista de la película es un creador de aviones para la guerra. La película también ha causado polémica en Corea del Sur donde se comentó que el filme "glorifica la guerra y el imperialismo japonés".

### Crítica

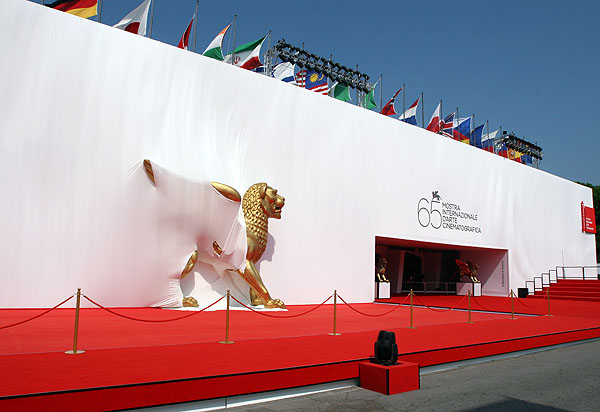
La película compitió por el León de Oro en el 70° Festival de Cine de Venecia.

En un artículo del The Asia-Pacific Journal, Matthew Penney escribió: "Lo que Miyazaki ofrece es una visión extendida y de cómo la pasión de Horikoshi por volar fue atrapada por los avatares de la guerra y el militarismo". Penney también comenta que "la película es uno de los más ambiciosos, provocadores y polémicos proyectos de Miyazaki, como también es uno de sus trabajos más bellos visualmente realizados".
La película, pese a la controversia causada en Asia, en Occidente ha tenido buena aceptación; fue presentada oficialmente fuera de Japón en la septuagésima edición del Festival Internacional de Cine de Venecia, donde compitió por el León de Oro a Mejor Película, dentro de la selección oficial. La película no consiguió el premio. Era la tercera vez que Miyazaki participaba en el festival, puesto que ya lo había hecho con Howl no Ugoku Shiro y con Gake no ue no Ponyo. Además, el presidente de Studio Ghibli, Koji Hoshino, aprovechó el certamen para anunciar que El viento se levanta sería la última película que dirigiría Miyazaki. Días más tarde, el propio Miyazaki convocaba una rueda de prensa donde explicaba las causas de su retiro.

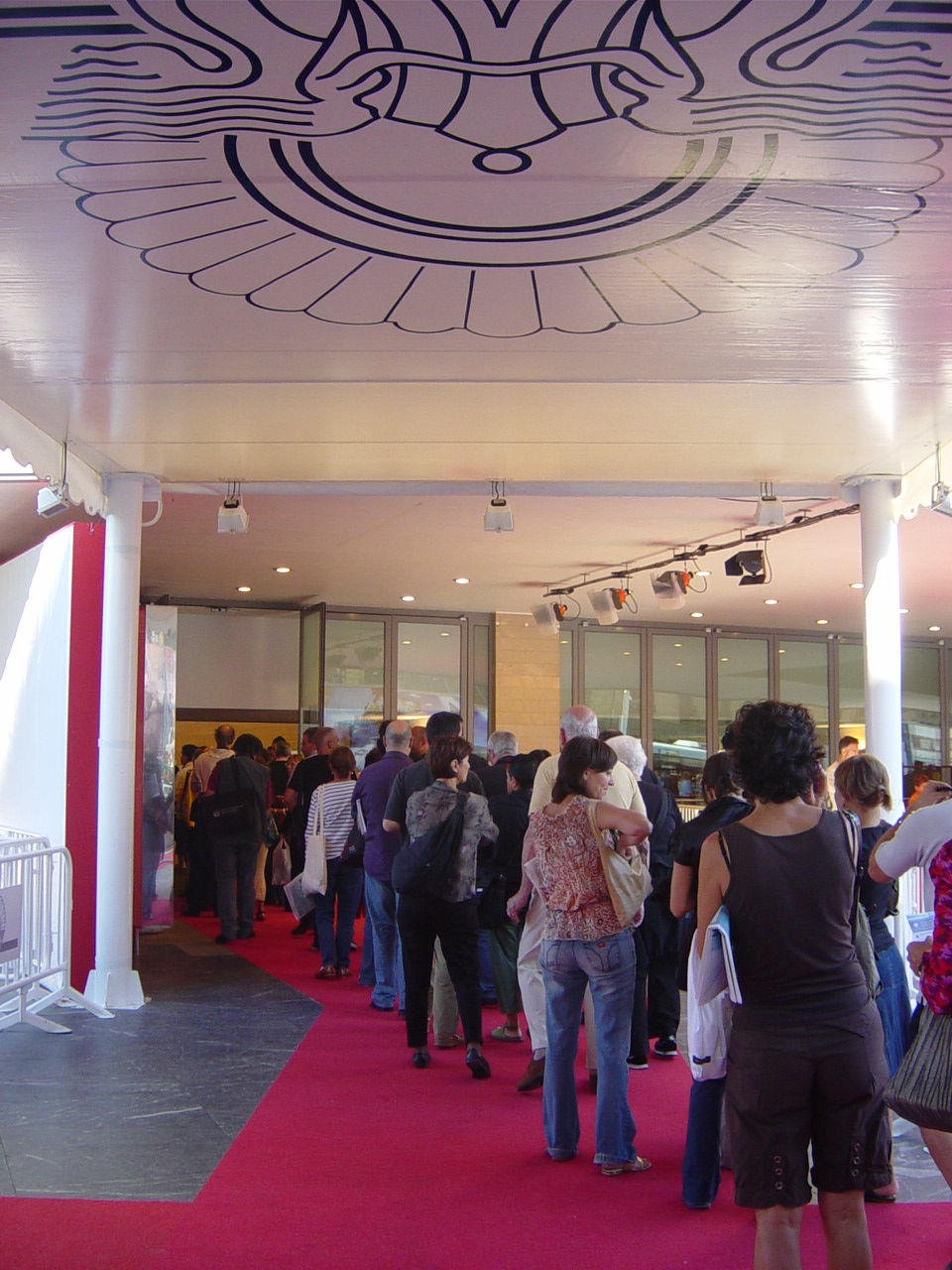
La película también se exhibió en el Festival de cine de San Sebastián.

La película también se exhibió en la 61° edición del Festival Internacional de Cine de San Sebastián en la sección Perlas, donde también se exhibieron otros filmes como Gravity de Alfonso Cuarón; De tal padre, tal hijo de Hirokazu Koreeda; Gloria de Sebastián Lelio; Dallas Buyers Club de Jean-Marc Vallée; y Doraemon y Nobita Holmes en el misterioso museo del futuro de Shimizu Higashi. Posteriormente, la película se exhibió en la 46° edición del Festival de Cine de Sitges en un pase de sesión especial fuera de concurso.
El viento se levanta también compitió en dos festivales de cine de Norteamérica: el Festival Internacional de Cine de Toronto, donde ya se había exhibido en 2012 otro filme de Studio Ghibli, La colina de las amapolas; y en el Festival de Cine de Nueva York, siendo uno de los pocos filmes de animación en ser exhibidos en dicho certamen. El Círculo de Críticos de Cine de Nueva York otorgó el premio de Mejor Película de Animación a Se levanta el viento frente a Monstruos University y Frozen: El reino del hielo. Miyazaki ya había ganado este galardón con El viaje de Chihiro y Howl no Ugoku Shiro, y más tarde, lo ganaría de nuevo con Kimitachi wa Dō Ikiru ka.
La película obtuvo una nominación al Óscar en la categoría de Mejor película de animación, compitiendo contra los filmes Los Croods, Ernest y Célestine, Frozen: El reino del hielo y Gru - Mi villano favorito 2. Sin embargo, la película perdió frente a Frozen: El reino del hielo, siendo la primera vez que Disney, como estudio, ganaba un premio en esta categoría. Con esta nominación, se trata de la tercera película de Miyazaki en obtener una candidatura en los premios Óscar y también se trata de la tercera película de Studio Ghibli en ser nominada, siendo las otras El viaje de Chihiro y Howl no Ugoku Shiro.

### Distribución
El viento se levanta fue estrenada en Japón el 20 de julio de 2013, según lo comentado por su productor, Toshio Suzuki. Originalmente iba a ser estrenada simultáneamente con El cuento de la princesa Kaguya, producción del estudio dirigida por Isao Takahata. Sin embargo, en enero de 2013, la distribuidora en Japón comunicó oficialmente que el estreno del filme de Takahata se retrasaba hasta finales del mismo año. De no haberse producido el retraso, hubiera sido la primera vez que las obras de los dos directores y fundadores del estudio serían estrenadas simultáneamente desde el estreno de las películas Mi vecino Totoro y La tumba de las luciérnagas en 1988.
Walt Disney Studios confirmó la distribución de la película en Estados Unidos y Canadá. Disney anunció que sería distribuida bajo el sello Touchstone. Se levanta el viento tuvo un preestreno el 8 de noviembre de 2013 para entrar en la preselección de la 86° edición de los premios Óscar, mientras que su estreno en salas convencionales fue el 21 de febrero de 2014 de manera limitada y el 28 de febrero de manera más expansiva. Además, la distribuidora hispanoaméricana Zima Entertainment anunció su estreno para el 24 de julio de 2014 con el mismo título que en España para su estreno en México.  En Argentina, la distribuidora Cinematiko confirmó que se estrenaría la película en cines el 26 de marzo de 2014, pero luego se cambió la fecha al 16 de abril.
En Europa se estrenó a lo largo del año 2014, siendo Francia y las partes francófonas de Bélgica y Suiza los primeros países del continente en estrenarla, el 22 de enero de 2014. En España, Vértigo Films anunció la adquisición de los derechos de distribución de Se levanta el viento en diciembre de 2013, para estrenarse el 25 de abril de 2014; a inicios de abril la distribuidora española (Vértigo Films) anunció el cambio de nombre a El viento se levanta.